# よしもと!Shall Weショッピング
『よしもと!Shall We ショッピング』（-シャル・ウィ-）は、とは、毎日放送（MBS）とBS-TBSほか及びJNN系列局で放送されているテレビショッピングである。
番組自体はJNN系列局ではなく、吉本興業とデジタルダイレクト（ブランド名：サクワ。現・イオンダイレクト イオンサクワ）とバックアップメディアなどのメンバーに対して製作委員会方式を採用している。
2011年3月には京橋花月にて舞台版『よしもと!Shall We ショッピング the 3D』が上演される。

## 出演者
- 藤井隆
- シルク
- バッファロー吾郎
  - 竹若元博
  - 木村明浩
- 博多大吉（博多華丸・大吉）
- 大島美幸（森三中）

## 放送局
- BS-TBS：2010年4月3日から毎週土曜日14:00 - 14:30
- 毎日放送：2010年4月6日から毎週火曜日10:25 - 10:53
- 中部日本放送：2010年4月9日から毎週金曜日9:55 - 10:20
- RKB毎日放送：2010年4月8日から毎週木曜日27:00 - 27:25
- 北海道放送：2010年4月11日から毎週日曜日26:51 - 27:21